# بروس سميث (لاعب كرة قدم أمريكية)
بروس سميث (بالإنجليزية: Bruce Smith) هو لاعب كرة قدم أمريكية أمريكي، ولد في 8 فبراير 1920 في فيرباولت في الولايات المتحدة، وتوفي في 28 أغسطس 1967 في ألكساندريا في الولايات المتحدة بسبب سرطان.

## وصلات خارجية
- بروس سميث على موقع مرجع كرة القدم المحترفة.كوم (الإنجليزية)